# Révolution chantante

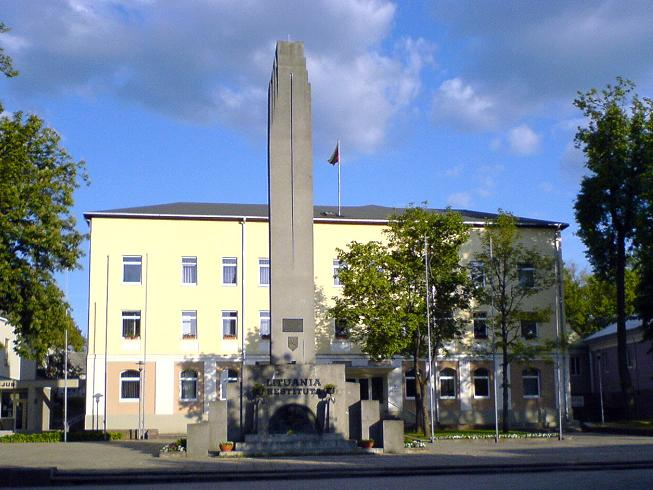
Monument de l'indépendance (Lituania Restituta) restauré en 1989 à Ukmergė.

La révolution chantante (en estonien laulev revolutsioon, en letton dziesmotā revolūcija et en lituanien dainuojanti revoliucija) est le nom des évènements qui ont, entre 1986 et 1991, mené à l'indépendance de l'Estonie, de la Lettonie et de la Lituanie,. L'expression provient d'un article écrit par Heinz Valk (en), artiste et militant estonien, publié après les manifestations nocturnes spontanées des 10 et 11 juin 1988 au Lauluväljak, festival de chanson à Tallinn. Les manifestants chantaient alors des hymnes patriotiques.
La révolution chantante est liée à la Voie balte, qui a eu lieu le 23 août 1989, 50 ans après la signature du pacte Molotov-Ribbentrop.
L'indépendance des pays baltes fut officiellement reconnue par l'Union soviétique le 6 septembre 1991, quelques semaines après le putsch de Moscou qui eut lieu eu août 1991.
Sandra Kalniete, militante du mouvement de l'indépendance lettone, leader politique, auteure et diplomate, a écrit Song to kill a giant pour raconter cette période entre 1987 et 1991 dans les Pays baltes. Elle a servi comme ministre des Affaires étrangères de la Lettonie entre 2002 et 2004 et en tant que commissaire européen à l'agriculture, au développement rural et à la pêche en 2004. Depuis 2009, elle est membre du Parlement européen.

« Je suis ravie que l'histoire de la troisième renaissance de notre nation et celle de l'indépendance lettonne soit disponible durablement pour tous les lecteurs anglophones, qu'ils soient historiens, politologues ou étudiants. C'est une mémoire disponible, pour tous ceux qui explorent les luttes de libération nationale et les mouvements de résistance non-violente. Les Lettons, peuvent être fiers de la liberté retrouvée, en supprimant toute trace de sang étranger... »

— Sandra Kalniete.
Le chant principal de cette révolution non violente, un chant politique écrit en plusieurs langues et par plusieurs auteurs, Atmostas Baltija, Bunda Jau Baltija, Ärgake Baltimaad, est devenu l'hymne symbole de l'indépendance des Pays baltes. Les paroles multilingues de cet hymne ont été écrites par Viktors Zemgals, Žilvinas Bubēlis et Tarmo Pihlap ont accompagné la formation de la Voie balte.